# EUR体育馆站
EUR體育館站（義大利語：EUR Palasport）是羅馬地鐵的一個車站。EUR體育館站位於EUR區，是羅馬地鐵B線的車站。EUR體育館站開通於1955年，當時的名稱是EUR馬可尼站。車站名稱得自於附近為1960年奧運會而修建的體育館。

## 外部連結
维基共享资源上的相關多媒體資源：EUR体育馆站
- ATAC（页面存档备份，存于）